# Plaza de toros Alberto Balderas

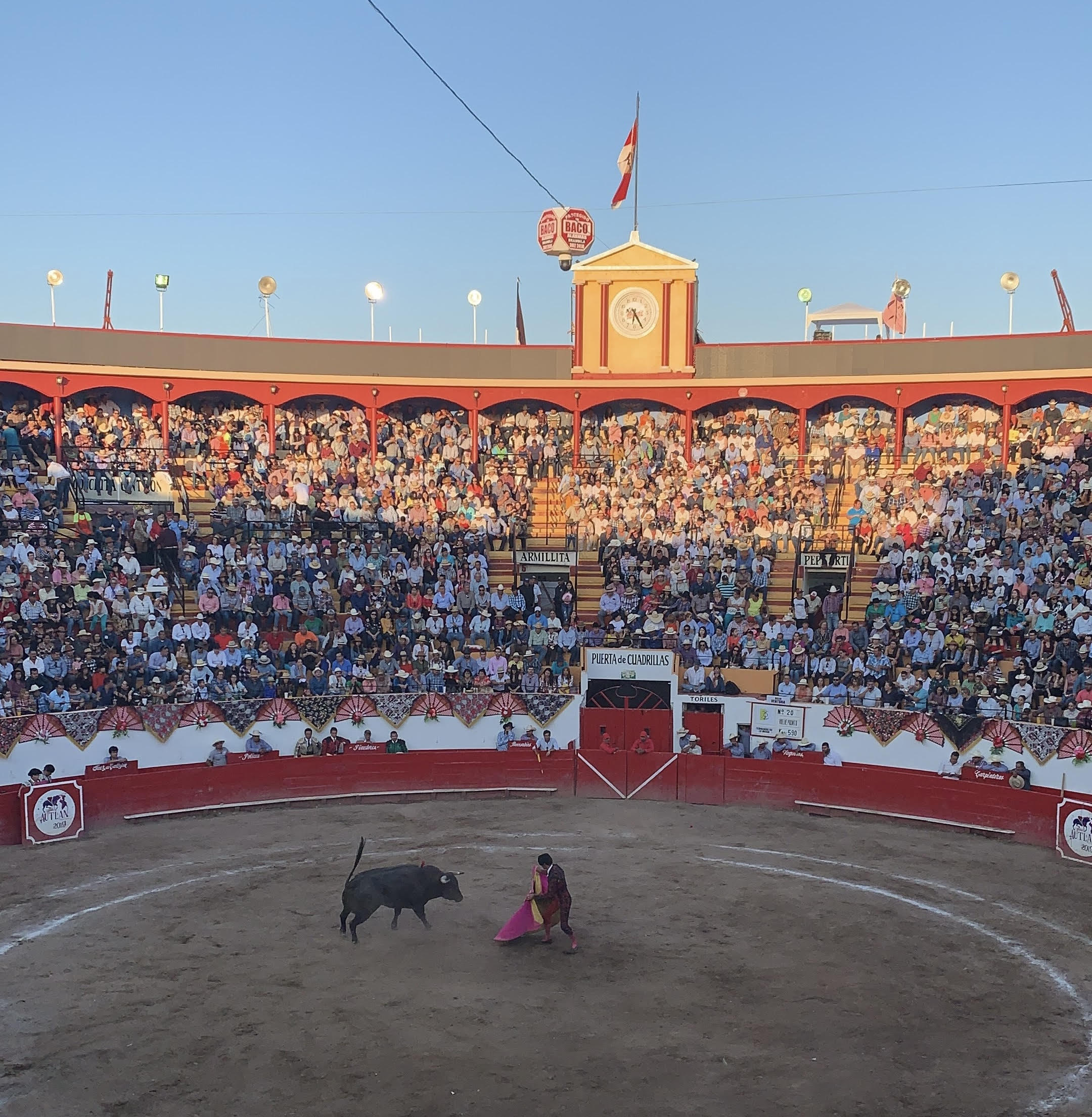
La plaza de toros Alberto Balderas durante el carnaval Autlán 2019

La plaza de toros Alberto Balderas es una plaza de toros ubicada en Autlán de Navarro en el Estado de Jalisco en México. En esta plaza se realiza el Carnaval Taurino Autlán de la Grana.

## Historia
La compra del terreno donde se encuentra la plaza tuvo lugar en 1939. Las primeras corridas de toros en la plaza de toros datan de los años 40 del siglo XX, y en el año de 1940 se inauguró el recinto con una corrida de toros para Alberto Balderas “El Torero de México” y Chucho Solórzano. El nombre de la plaza de Alberto Balderas se debe a que, luego de torear en Autlán, recibió en el Toreo de la Condesa una cornada fatal. La construcción de la plaza se terminó a finales de años 50.
Hay ocho plazas de toros en México con el nombre de Alberto Balderas que son Ciudad Juárez, Chico (Veracruz); Moroleón, (Nuevo León), Lerdo (Durango); Maravatío y Jiquilpan (Michoacán), Tuxpan  (Nayarit) y ésta de Autlán de Navarro.
En cuanto al Carnaval Taurino de Autlán, señalar que hay testimonios de permisos para celebración de corridas de toros en Autlán en las fechas precedentes al martes de Carnaval. En 1887 Manuel Villareal "El Nene" fue el primer torero vestido de luces que toreó en Autlán. A partir de 1900 los festejos son lidiados por cuadrillas propiamente dichas en plazas de toros de madera y adobe temporales. Actualmente esta feria taurina consta de cuatro corridas y una novillada con forcados. Tiene lugar los cinco días anteriores al Miércoles de Ceniza (sábado, domingo, lunes y martes de carnaval), Eventualmente se realizan exámenes de la Escuela de Toreo de Guadalajara. Se trata de uno de los festejos taurinos más importantes de México. Además de las corridas y novilladas se celebran otras expresiones de la tauromaquia como los "toros de once" al mediodía y los jaripeos o "recibimientos". 
En el coso se han presentado casi todos los matadores y rejoneadores importantes: Eulalio López “El Zotoluco”, Fermín Espinosa Armillita, Joaquín Rodríguez “Cagancho”, Carlos Arruza, Silverio Pérez, “El Calesero”, Luis Procuna, Manuel Capetillo, Alfredo Leal, Josélito, Jesús Luna, Manolo Martínez, Curro Rivera, Eloy Cavazos, Mariano Ramos, David Silveti, Jorge Gutiérrez, Manolo Arruza, Carlos Arruza, Fernando de los Reyes “El Callao”, Manolo Mejía, Rafael Ortega o Joselito Adame. También los toreros españoles: Julián López “El Juli”, Juan José Padilla, Antonio Sánchez “Frasquito”, Manuel Benítez “El Cordobés”, Joaquín Bernaldo, Manolo Cortez, Juan Mora “Niño de la Capea”, Tomás Campuzano” Raúl García “El Tato”, José Luis Bote, José Tomás, etc. Además de los rejoneadores: Pablo Hermoso de Mendoza, Andy Cartagena, Gerardo Trueba, Rodrigo Santos, etcétera.[cita requerida]
Entre los últimos festejos taurinos señalar la cogida a José Tomas en 1996 por un toro de la ganadería Begoña, las puertas grandes para Víctor Puerto y Zotoluco en 2013 con toros de Xajay y para Leo Valadez en 2020 con toros de San Miguel de Mimiahuapam o el indulto de Emilio de Justo a un toro de la ganadería de La Estancia (2022).

## Descripción
Se trata de una plaza de toros de tercera categoría. Cuenta con un aforo oficial de 6.200 espectadores, repartidos entre cinco filas de barrera de sol y sombra, cinco de tendido en sombra y el resto general. Cuenta con palcos para ganaderos y empresario, capellán y servicios médicos, capilla, área de atención médica con la asistencia a cada corrida de tres médicos cirujanos y el respectivo servicio. Tiene palco de jueces, básculas, chiqueros, pasillos de distribución y toda la infraestructura necesaria, como iluminación, sonido local y torre del reloj, que es por cierto similar a la torre del edificio de la presidencia municipal.   